# André Minvielle
Pour les articles homonymes, voir Minvielle.

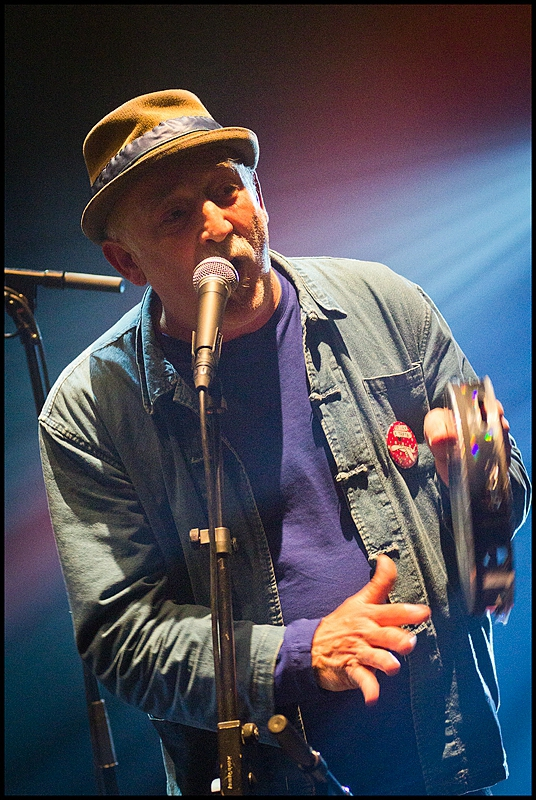
André Minvielle à Rouen, avril 2016

André Minvielle est un chanteur français, également percussionniste et un des plus proches collaborateurs de Bernard Lubat. Il chante en français ou en occitan, et pratique ce qu'il appelle la vocalchimie, un mélange de scat, de blues et de rap, qu'il accompagne parfois de vielle à roue, de percussions et de bruitages, d'un porte-voix ou d'une bouteille en plastique.

## Biographie
André Minvielle est né en 1957 à Pau (Pyrénées-Atlantiques). Ses parents tiennent un bar-restaurant à Pau dans la rue des Orphelines, baptisé La Mugue.
L'adolescence se passe entre le quartier de L'Ousse-des-Bois, où vit sa mère, et la cité Fouchet, où vit son père. Le jeune homme suit une formation en micro-mécanique à Orthez pour devenir horloger. Mais dès la fin des années 1970, il sait que sa vie sera consacrée à la musique. Il s’adonne à ses premières expérimentations sonores « Chez Jean-Régis », à Gan, puis intègre l'orchestre Pepe Nunca. Il découvre le jazz avec un album de scat du chanteur Al Jarreau. Chanteur de bal, il s'amuse à imiter Stevie Wonder, Michel Jonasz et Claude Nougaro.
Il s'inscrit en 1980 aux cours de percussions et de chant lyrique du conservatoire de musique de Pau, qu'il suit pendant quatre ans. Il crée les groupes Bananas Group et DD Quartet.
En 1985, il assiste à un concert de la compagnie Bernard Lubat, le batteur girondin de Claude Nougaro. Il intègre la Compagnie Lubat et participe au festival d'Uzeste en organisant la Hestejada de las Arts, où il rencontre et joue avec des poètes, conteurs, comédiens, musiciens, dont Eddy Louiss, Michel Portal, Daniel Humair, Louis Sclavis, Marc Perrone, Claude Nougaro, Jon Hendricks, et commence sa réflexion sur l'oralité et la musicalité des langues.
En 1989 pour le bicentenaire de la Révolution, il crée à Bordeaux la Chorale des Sans-culottes, au sein de la Compagnie Bernard Lubat, une commande du Conseil Général de Gironde. Puis il fonde et dirige le quintet vocal Polyritmic Choral Rag.
Avec la même compagnie, il codirige la création du spectacle pour 1000 voix Universalis vocalis, une commande du Parc de la Villette à Paris.
En 1990, il se fait remarquer grâce à La Flambée montalbanaise, un « scat musette » présent sur la compilation Paris Musette. En 1994, il confirme ses talents de scat man atypique sur l'album Scat Rap Jazzcogne de la Compagnie Lubat. En 1997, son premier disque solo Canto ! reçoit un accueil très favorable de la presse, et notamment du chroniqueur Francis Marmande dans le journal Le Monde. Les titres La valse à Hum et Esperanza l'Aranesa marquent les esprits.
Parallèlement à son travail de collectage des accents de la francophonie avec l'association Les Chaudrons (projet Suivez l'Accent), André Minvielle signe en 2004 un opus expérimental: L'ABCD'erre de la vocalchimie. En octobre 2007 sort son troisième album solo La vie d'ici bas, qui lui vaut les louanges de la critique.

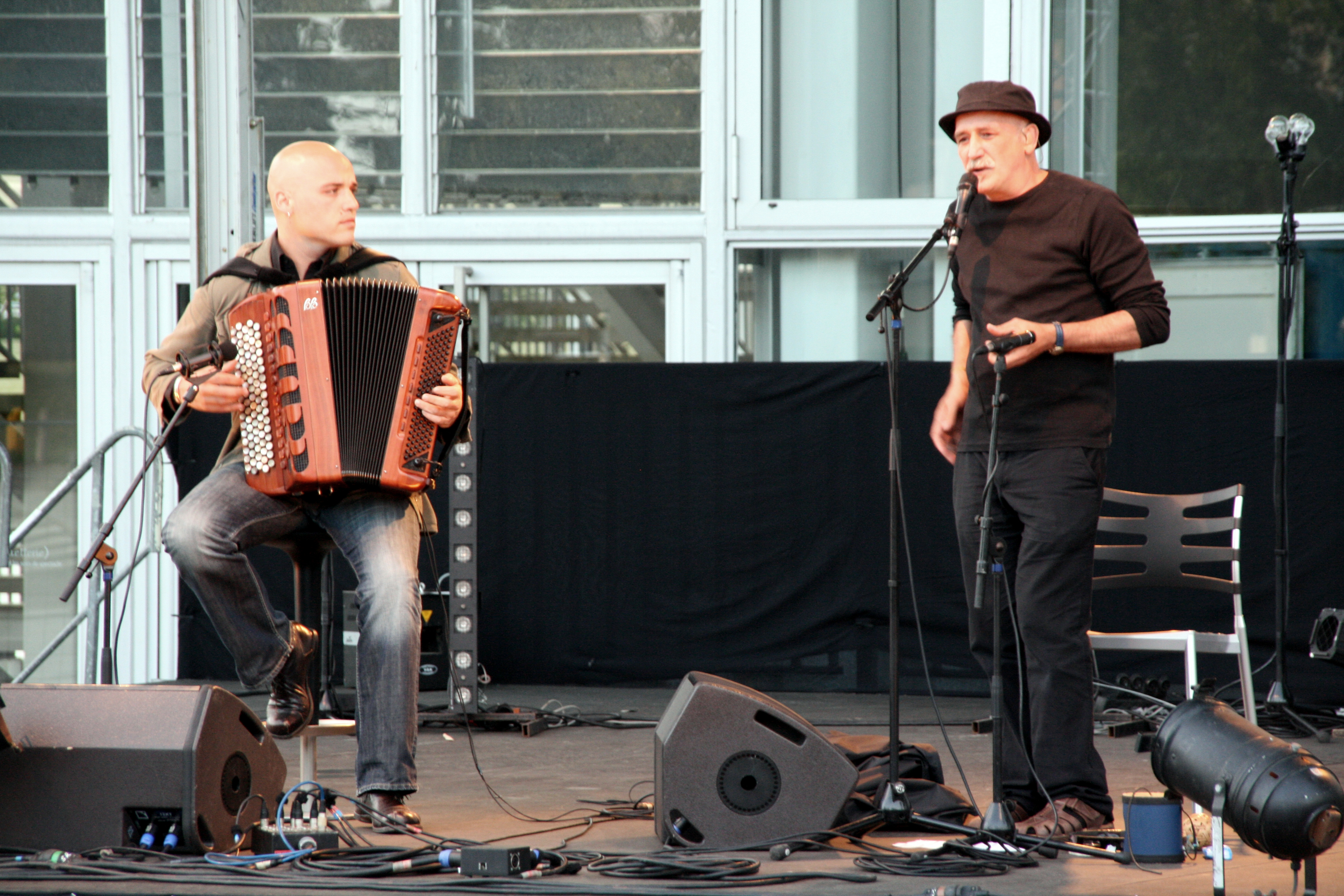
André Minvielle et l'accordéoniste Lionel Suarez, en concert au festival Tempo Rives à Angers en 2009.

André Minvielle vit dans le Béarn, au pied des Pyrénées, entre Pau et Lourdes, dans la plaine de Nay[pas clair].

## Récompenses
- 2008 : Victoires du jazz dans la catégorie Artiste vocal de l'année
- 2025 : Victoire de l’Académie du Jazz dans la catégorie Artiste Vocal disque Trenet en passant https://www.academiedujazz.com/

## Discographie

### Albums personnels
- 1998 : Canto !, ed. Uz / Harmonia Mundi
- 2004 : L'ABCD'erre de la vocalchimie, ed. Le Chant du Monde et Complexe articole de déterritorialisation / Harmonia Mundi
- 2007 : La vie d'ici bas, Complexe articole de déterritorialisation
- 2010 : Follow Jon Hendricks… if you can !!!, Bee Jazz.
- 2011 : Tandem, avec Lionel Suarez, Emotive Records.
- 2014 : Suivez Minvielle If you can !, avec Lionel Suarez.
- 2016 : 1 Time
- 2022 : Ti'bal Tribal

### Avec Marc Perrone
- 1988 : Velverde, ed. Le Chant du Monde / Harmonia Mundi
- 1995 : Jacaranda, ed. Le Chant du Monde / Harmonia Mundi
- 1998 : Ciné Suite, ed. Le Chant du Monde / Harmonia Mundi
- 2001 : Voyages, ed. Le Chant du Monde / Harmonia Mundi
- 2004 : Son Ephémère passion, ed. Rue Bleue / L'autre distribution

### Avec Didier Petit
- 2006 : Naviguer, le chantenbraille, ed. In Situ

### Autres participations
- 1990 : Paris Musette, ed. La Lichère / OMD
- 1994 : Scat Rap Jazz cogne, de la Compagnie Lubat de Gasconha, ed. Uz / Harmonia Mundi
- 2002 : Nous sommes cernés par les cibles, ed. Serge Pey, ed. Uz / Harmonia Mundi
- 2004 : Chansons sous les bombes, de Guillaume de Chassy et Daniel Yvinec, Bee Jazz.
- 2006 : Electrizzante, de Gérard Pansanel, Nord Sud / Nocturne
- 2008 : À l'attaque !, de Loïc Lantoine. Chant sur Pierrot et le Manneken Piss II
- 2008 : Cordéon kaméléon, de René Lacaille. Chant et percussions sur Sacré lo van, éd. Connecting Cultures Record / G Point Music
- 2012 : La fête à Boby, de Jean-Marie Machado & Danzas, Bee Jazz.

### Publications
- Gueules de voix : Suivez l'accent entre Midi et Pyrénées, (livre + cd) éd. Privat, 2008  (ISBN 978-2-7089-1752-1)